# Trizogeniates cribricollis
Trizogeniates cribricollis är en skalbaggsart som beskrevs av Lucas 1857. Trizogeniates cribricollis ingår i släktet Trizogeniates och familjen Rutelidae. Inga underarter finns listade i Catalogue of Life.